# IC 694
IC 694 est une galaxie elliptique (?) naine située dans la constellation de la Grande Ourse à environ 180 millions d'années-lumière de la Voie lactée. Elle a été découverte par l'astronome américain Bindon Stoney en 1852. Plusieurs sources identifient de façon erronée IC 694 à NGC 3690. Par exemple, IC 3694 et NGC 3690 partagent la même désignation VV 118, alors que ce sont deux galaxies distinctes.
Selon la base de données NASA/IPAC, IC 694 est une galaxie à sursauts de formation d'étoiles et elle est galaxie active. De plus cette base de données mentionne que IC 694 n'a pas de noyau. Ces caractéristiques ne sont pas celles de IC 694 et leur attribution par les sources citées sur la base de données provient probablement de la confusion entre la galaxie NGC 3690, qui est effectivement sans noyau visible, et la galaxie IC 694.

## ARP 299, ARP 296 et IC 694
Dans son atlas des galaxies particulières, Halton Arp désigne ARP 296 comme étant les galaxies NGC 3690 et IC 694 ce qui est manifestement une erreur, car la description qu'il donne de cette entrée est celle de la galaxie PGC 35345 située au nord-est de NGC 3690 (« long filament attaché au bras spiral »). De plus, la photo employée montre bien une seule galaxie spirale.
La description qu'il donne de ARP 299 (« nœuds internes brillants ») correspond aux nombreux nœuds brillants visibles dans la galaxie NGC 3690. Mais, est-ce que la galaxie qu'il désigne comme étant IC 964 correspond à la galaxie PGC 35325 située au nord de NGC 3690. Comme il existe une certaine confusion sur l'identification de IC 964 que plusieurs assimilent à une partie de NGC 3690, ce n'est pas certain.
Un autre fait montre bien la confusion qui règne au sujet de IC 964. Selon Abraham Mahtessian, NGC 3690 et IC 694 forment également une paire de galaxies. Mais, comme IC 964 est à presque 40 millions d'années-lumière plus loin que NGC 3960 (180 Mal et 142 Mal), il s'agit d'une paire purement optique. L'étude de Mahtessian porte sur des paires physiques de galaxies. Il se pourrait donc que la paire de Mahtessian soit formée de NGC 3690A (PGC 35326 à l'ouest) et de NGC 3690B (PGC 35321) et non de NGC 3690 et de IC 694. De même, ARP 299 correspond peut-être à la seule paire de galaxies formée de NGC 3690A et NGC 3690B.